# Nguyên Hoa
Nguyên Hoa (sinh ngày 2 tháng 9 năm 1950 tên chữ Hán: 元華, tên tiếng Anh: Yuen Wah hoặc Sam Yuen) là một diễn viên, diễn viên đóng thế, chỉ đạo hành động và đồng thời là võ sư người Hồng Kông. Ông được biết đến như là một diễn viên đa tài trong làng điện ảnh Hồng Kông, một thành viên của Thất tiểu phúc thế hệ đầu tiên của điện ảnh Hồng Kông. Cho đến nay, ông xuất hiện trong hơn 160 bộ phim điện ảnh và hơn 20 bộ phim truyền hình.

## Thân thế và sự nghiệp
Tên khai sinh của ông là Dung Chí (容志), sinh ngày 2 tháng 9 năm 1950 tại Hồng Kông thuộc Anh. Từ nhỏ, ông được sư phụ Vu Chiêm Nguyên nhận làm nhị đệ tử, lấy nghệ danh là Nguyên Hoa. Dưới sự dạy dỗ nghiêm khắc của Vu sư phụ, ông cùng các sư huynh đệ được đào tạo kỹ lưỡng về võ thuật và kỹ thuật biểu diễn, lập thành nhóm Thất tiểu phúc nổi tiếng của thập niên 1960 tại Hồng Kông.
Thập niên 1970, Nguyên Hoa bước vào sự nghiệp điện ảnh với vai trò người đóng thế cho Lý Tiểu Long trong bộ phim Tinh võ môn, Long tranh hổ đấu. Ông bắt đầu tập luyện thêm về võ thuật với các bộ môn Vịnh Xuân quyền, Thái Cực quyền. Tuy nhiên sự nghiệp điện ảnh chính thức của ông bắt đầu kể từ khi ông gia nhập Công ty điện ảnh Thiệu Thị. Lúc đó, ông lấy nghệ danh của mình là Dung Kế Chí (容繼志) hoặc Viên Hoa (袁華), tuy nhiên người ta vẫn biết nhiều đến nghệ danh Nguyên Hoa của ông hơn. Cũng như các sư huynh đệ Thất tiểu phúc của mình, ông tham gia chủ yếu trong lĩnh vực phim hành động võ thuật hoặc phim hài châm biếm. Trong nhiều phim lúc bấy giờ, ông thường đóng chung với sư đệ Nguyên Bưu.